# Jacob Brøgger Daugaard
Jacob Brøgger Daugaard (17. september 1796 i Randers – 5. januar 1867 i Ribe) var en dansk biskop, far til Christine Margaretha Daugaard. 
Han dimitteredes 1816, blev teologisk kandidat 1821 og adjunkt i Sorø 1822. Påvirket af Laurids Engelstoft, hvis hus havde været ham et hjem, gav han sig flittig af med historisk læsning, og da Videnskabernes Selskab 1823 udsatte sin guldmedalje for en dansk klosterhistorie, besvarede Daugaard prisopgaven og vandt medaljen; i 1830 udgav han sit arbejde, noget ændret, under titlen: Om de danske Klostre i Middelalderen, et for den tid fortjenstfuldt arbejde, der med skønsomhed benytter det da tilgængelige trykte kildemateriale, men nu siden lang tid helt forældet. I 1827 blev Daugaard sognepræst i Thorstrup og Horne ved Varde, 1845 stiftsprovst i Ribe, 1850 biskop sammesteds. Han synes have været en ualmindelig harmonisk personlighed, der forenede alvor med elskværdigt lune, overlegenhed med sund jævnhed, og både som lærer, præst og biskop var han meget afholdt.
I Ribe Domkirke hænger et portræt udført af Hans Christian Jensen.